# Andrei Xepkin
Andrei Xepkin (ukrajinsko Андрій Щепкін), španski rokometaš ukrajinskega rodu, * 1. maj 1965, Zaporižiža.
Leta 2000 je na poletnih olimpijskih igrah v Sydneyju v sestavi španske reprezentance osvojil bronasto olimpijsko medaljo.